# Tossal de Portella
El Tossal de Portella és una muntanya de 673 metres que es troba al municipi de Veciana, a la comarca de l'Anoia.